# Ялтинська селищна рада
Я́лтинська се́лищна ра́да — адміністративно-територіальна одиниця та орган місцевого самоврядування в Мангушському районі Донецької області. Адміністративний центр — селище міського типу Ялта.

## Загальні відомості
- Населення ради: 6 537 осіб (станом на 2001 рік)

## Населені пункти
Селищній раді підпорядковані населені пункти:
- смт Ялта
- с. Азовське
- с. Юр'ївка

## Склад ради
Рада складається з 30 депутатів та голови.
- Голова ради:
- Секретар ради: Мінаєв Дмитро Миколайович

### Керівний склад попередніх скликань
| Прізвище, ім'я, по батькові | Основні відомості                                                | Дата обрання | Дата звільнення |
| --------------------------- | ---------------------------------------------------------------- | ------------ | --------------- |
| Черниця Дмитро Васильович   | Селищний голова, 1968 року народження, освіта вища, безпартійний | 26.03.2006   | 31.10.2010      |
| Черниця Дмитро Васильович   | Селищний голова, 1968 року народження, освіта вища, безпартійний | 31.10.2010   | 30.12.2014      |

Примітка: таблиця складена за даними сайту Верховної Ради України

### Депутати
За результатами місцевих виборів 2010 року депутатами ради стали:

#### За суб'єктами висування
| Суб'єкт висування | Кількість обраних депутатів | %    |
| ----------------- | --------------------------- | ---- |
| Партія регіонів   | 19                          | 63,3 |
| Самовисування     | 11                          | 36,7 |

#### За округами
| № округу        | Прізвище, ім'я, по батькові   | Дата визнання обраним | Освіта             | Партійна приналежність | Відомості про обраного депутата                                                          |
| --------------- | ----------------------------- | --------------------- | ------------------ | ---------------------- | ---------------------------------------------------------------------------------------- |
| Партія регіонів |                               |                       |                    |                        |                                                                                          |
| 5               | Пічахчі Валерій Павлович      | 03.11.2010            | середня спеціальна | член Партії регіонів   | приватний підприємець                                                                    |
| 7               | Камишенко Тетяна Анатоліївна  | 03.11.2010            | вища               | член Партії регіонів   | Держкомзем у Першотравневому районі, заступник начальника відділу                        |
| 9               | Якименко Віктор Іванович      | 03.11.2010            | середня спеціальна | член Партії регіонів   | Маріупольський міськводоканал, машиніст насосної станції                                 |
| 10              | Такаджі Тетяна Іванівна       | 03.11.2010            | вища               | член Партії регіонів   | Ялтинська загальноосвітня школа № 1, заступник директора                                 |
| 14              | Босенко Олена Іванівна        | 30.07.2012            | вища               | член Партії регіонів   | Ялтинська селищна рада, головний бухгалтер                                               |
| 15              | Арабаджі Наталія Іванівна     | 03.11.2010            | вища               | член Партії регіонів   | Ялтинська загальноосвітня школа № 2, заступник директора                                 |
| 17              | Томаш Сергій Григорович       | 03.11.2010            | вища               | член Партії регіонів   | Ялтинська дільниця Маріупольського міськводоканалу, майстер                              |
| 18              | Харакоз Олександр Миколайович | 03.11.2010            | вища               | член Партії регіонів   | Першотравнева райдержадміністрація, юрисконсульт                                         |
| 19              | Мінаєв Дмитро Миколайович     | 03.11.2010            | вища               | член Партії регіонів   | Ялтинська селищна рада, секретар                                                         |
| 20              | Бахтар Варвара Іллівна        | 03.11.2010            | середня спеціальна | член Партії регіонів   | Ялтинський ККП, головний бухгалтер                                                       |
| 21              | Параскевін Павло Антонович    | 03.11.2010            | вища               | член Партії регіонів   | ПП «Сільком», директор                                                                   |
| 22              | Бахтар Анастас Петрович       | 03.11.2010            | середня            | член Партії регіонів   | пенсіонер                                                                                |
| 23              | Таушан Сергій Григорович      | 03.11.2010            | вища               | член Партії регіонів   | Ялтинська дільниця Макіївського лінійного управління магістральних газопроводів, інженер |
| 24              | Цапі Геннадій Дмитрович       | 03.11.2010            | вища               | член Партії регіонів   | Першотравневий «Водгосп», директор                                                       |
| 25              | Музика Петро Дмитрович        | 03.11.2010            | середня спеціальна | член Партії регіонів   | агроцех № 30, водій                                                                      |
| 27              | Єфремов Віктор Петрович       | 03.11.2010            | середня спеціальна | член Партії регіонів   | база відпочинку «Юг», керівник                                                           |
| 28              | Петрова Анжеліка Апполонівна  | 03.11.2010            | середня спеціальна | член Партії регіонів   | Юр'івський сільський клуб, завідувачка                                                   |
| 29              | Іванова Лариса Василівна      | 03.11.2010            | середня спеціальна | член Партії регіонів   | Азовський сільський клуб, завідувачка                                                    |
| 30              | Аджаєв Олег Вікторович        | 03.11.2010            | середня спеціальна | член Партії регіонів   | тимчасово не працює                                                                      |
| Самовисування   |                               |                       |                    |                        |                                                                                          |
| 1               | Дікал Людмила Дмитрівна       | 21.03.2011            | вища               | позапартійна           | Ялтинська селищна рада, інженер з благоустрою                                            |
| 2               | Терентьєва Надія Іванівна     | 03.11.2010            | вища               | член Партії регіонів   | Ялтинська філія Першотравневого райцентру для сім'ї, дітей та молоді, керівник           |
| 3               | Овсяннікова Марина Євгеніївна | 03.11.2010            | середня спеціальна | позапартійна           | Ялтинська селищна рада, технік-будівельник                                               |
| 4               | Кацагоров Юрій Іванович       | 03.11.2010            | середня спеціальна | позапартійний          | пенсіонер                                                                                |
| 6               | Джелалі Лариса Станіславівна  | 03.11.2010            | середня спеціальна | позапартійна           | тимчасово не працює                                                                      |
| 8               | Балас Марина Василівна        | 03.11.2010            | середня спеціальна | позапартійна           | приватний підприємець                                                                    |
| 11              | Черниця Олена Олександрівна   | 03.11.2010            | вища               | позапартійна           | Ялтинська поліклініка, головний лікар                                                    |
| 12              | Шурда Володимир Георгійович   | 03.11.2010            | вища               | член Партії регіонів   | пенсіонер                                                                                |
| 13              | Каплан Володимир Іванович     | 03.11.2010            | середня спеціальна | позапартійний          | агроцех № 26, керівник відділу постачання                                                |
| 16              | Чих Василина Іллівна          | 03.11.2010            | середня спеціальна | позапартійна           | приватний підприємець                                                                    |
| 26              | Савельєва Олена Августинівна  | 03.11.2010            | середня спеціальна | позапартійна           | домогосподарка                                                                           |